# Neuseelandschwan
Der Neuseelandschwan (Cygnus sumnerensis), in Māori Poūwa genannt, ist ein ausgestorbener Schwan, dessen fossile Überreste auf den Chatham-Inseln und in der Moncks Cave bei Christchurch auf der Südinsel von Neuseeland gefunden wurden. Das Artepitheton sumnerensis bezieht sich auf Sumner, einen Vorort von Christchurch, wo das Typusmaterial entdeckt wurde.

## Merkmale
Der Neuseelandschwan spaltete sich vor ein bis zwei Millionen Jahren vom Schwarzschwan (Cygnus atratus) ab. Auf Neuseeland entwickelte er sich zu einer eigenständigen Art, die etwa 20 bis 32 Prozent schwerer als der Schwarzschwan war und ein geschätztes Gewicht von 6 bis 10 kg hatte. Zudem hatten die Schwäne auf Neuseeland längere Beine und kürzere Flügel, was auf eine eingeschränkte Flugfähigkeit schließen lässt. 

## Lebensraum und Lebensweise
Der Lebensraum dieser kaum bekannten Vogelart waren Lagunen, Seen sowie Sumpf- und Marschgebiete. Wie der Schwarzschwan war er Bodenbrüter und ernährte sich von Wasserpflanzen wie den Saldengewächsen, aber auch von Bodenkräutern.

## Aussterben
Der Neuseelandschwan starb wahrscheinlich während der frühen Besiedelung Neuseelands zwischen 1280 und 1450 n. Chr. aus. Er reagierte sehr empfindlich auf Störungen und sein Aussterben ist vermutlich auf das extensive Eiersammeln während der Brutzeit und die Bejagung durch die Māori während der Mauser zurückzuführen. In den 1860er Jahren wurde der australische Schwarzschwan nach Neuseeland eingeführt.